# ジョン・レーガン

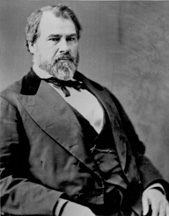
ジョン・レーガン

ジョン・ヘニンガー・レーガン（John Henninger Reagan, 1818年10月8日 - 1905年3月6日）は、アメリカ合衆国の政治家。テキサス州選出の連邦議会議員として活躍し、南北戦争期にはアメリカ連合国で郵政長官と財務長官を務めた。

## 生涯

### 青年時代
1818年、レーガンはテネシー州セヴィア郡において、ティモシー・リチャードとエリザベス・ラスク・レーガンの息子として誕生した。レーガンは1837年にテネシー州を離れ、テキサス州に移り住んだ。そこでレーガンは1839年から1843年まで測量士として働き、その後1851年まで農夫としてカウフマン郡で働いた。その間、レーガンは独学で法律の勉強をし、1846年に弁護士の認可を受けた。

### 政界進出から連邦離脱まで
レーガンは1846年にテキサス州から弁護士としての認可を受けると、間もなくバッファローに事務所を開設した。同年には遺言検認裁判所の判事にも選出された。翌1847年、レーガンはテキサス州下院議員に立候補し、選出された。レーガンは1849年に再選を目指したが失敗に終わると、再び弁護士業に戻り、その後1852年から1857年までパレスタインの地方裁判所で判事を務めた。そして1857年、レーガンはテキサス州第1選挙区からアメリカ合衆国下院議員に立候補し、当選を果たした。
レーガンは連邦議会において、アメリカ党の党員として移民排斥運動を展開した。レーガンは穏健派の議員として大統領の政策を支持していたが、1860年の大統領選挙でエイブラハム・リンカーンが当選しテキサス州の連邦離脱が確定的状況になると、1861年1月15日に下院議員を辞職した。その後レーガンはテキサス州へと帰郷した後、1月31日に同州オースティンで開催された連邦離脱会議に参加した。そして会議においてテキサス州の連邦離脱が可決されると、レーガンは南部連合会議にテキサス州の代表として選出された。

### 南北戦争と郵政長官
アメリカ合衆国から離脱した南部諸州によりアメリカ連合国が設立されると、連合国臨時議会でジェファーソン・デイヴィスが初代大統領に選出された。デイヴィス大統領はレーガンを郵政長官に指名し、レーガンはそれを受諾した。郵政省においてレーガンは政治家としての優秀さを発揮し、南北戦争の交戦状態においてもアメリカ合衆国郵政省と連絡を取り合い、郵便サービスを継続した。レーガンの指揮した郵政省は、南北戦争の状況下でも有効に機能した連合国唯一の政府部門であった。
またレーガンはワシントンD.C.に多くの諜報員を派遣し、合衆国郵政省の各事務局に職員として送り込んだ。それらの諜報員はその後、合衆国郵政省の多くの記録、規約、帳簿などのコピーを持ち帰った。またレーガンは、デイヴィス大統領が各閣僚に対して各省の現状を報告するよう求めたとき、わずか6週間で報告書を仕上げて提出し、デイヴィス大統領を驚嘆させた。このようなレーガンの手腕について歴史学者のウィリアム・C・デイヴィスは、自らの著書の中で「レーガン長官は事実上、合衆国郵政省を盗んでいた」と記述している。
レーガンは手紙の輸送に使用する鉄道から、利用の少ない路線を廃止し、輸送にかかる費用の削減を図った。そして戦争が引き起こした様々な問題に丁寧に対処し、郵政省の収支を黒字に収めた。歴史学者のデイヴィスは、「連合国郵政省は、アメリカの歴史において利益を上げた唯一の郵便機関である」と述べている。
1865年4月2日、陥落直前の首都リッチモンドからデイヴィス大統領が逃走すると、同じくリッチモンドでジョージ・ミード率いるポトマック軍と対峙していたレーガンは、他の閣僚とともにデイヴィス大統領に同伴した。同年4月27日、疲労によりジョージ・トレンホルム財務長官が辞職・離脱すると、デイヴィス大統領はレーガンを財務長官に任命した。
そして5月10日、レーガンはジョージア州アーウィンヴィル近郊においてテキサス州知事フランシス・ラボックとともに拘束された。レーガンはアレクサンダー・スティーヴンズ副大統領とともにボストンのフォート・ワーレンに拘置された。8月11日、レーガンはテキサス州民に対して合衆国への協力、連保離脱会議の決議放棄、奴隷制の廃止を求める書面を発表し、武力をもってしてもこれらの要求を実現させると述べた。このためレーガンはテキサス州民から非難を受けたが、同年末に釈放され、テキサス州パレスタインに帰郷した。

### 政界への復帰
戦後復興の困難さが明確になってくると、レーガンの政治手腕を再評価する声が高まり、レーガンは共和政ローマの独裁官キンキナトゥスにちなんで「テキサス・キンキナトゥス」と呼ばれるようになった。レーガンは州政府内に不法に留まることを試み、1874年に共和党のエドモンド・デイヴィスをテキサス州知事から追い出すことに成功した。
同年、レーガンは戦前に保持していた連邦議会の議席に復帰し、1875年にはテキサス州の新憲法制定会議に参加した。連邦議会では鉄道に関する連邦規定を制定することを主張し、州間通商委員会の設立を支援した。その後1887年にレーガンは連邦政府の上院議員に選任されたが、1891年6月に友人でもあるテキサス州知事ジェイムズ・ホッグからテキサス州鉄道委員会の議長就任を要請され、上院議員を辞任した。レーガンは同委員会の議長を1903年まで務めた。

### 晩年
1897年、レーガンは歴史の重要性を意識し、テキサス州歴史教会を創設した。
またアメリカ連合国で活躍した多くの軍人・政治家らと再会し、南部諸州の連邦離脱から南北戦争終結に至る回想録をまとめ、1905年に出版した。
そして同年3月、レーガンはテキサス州パレスタインの自宅で死去した。レーガンの遺体は同市内のイースト・ヒル墓地に埋葬された。レーガンはアメリカ連合国の閣僚の中で、最後の生き残りであった。
歴史学者のベン・プロクターは、サミュエル・ヒューストン、スティーブン・オースティン、ジェイムズ・ホッグとともに、レーガンを「19世紀の最も偉大な4人のテキサス人」として挙げている。